# Дон Жуан (Штраус)
«Дон Жуан», тв. 20 (нім. Don Juan, op. 20) — симфонічна поема, написана німецьким композитором Ріхардом Штраусом у 1888 році.
Твір ґрунтується на п'єсі «Don Juans Ende», яка створена на основі незакінченої поеми Ніколауса Ленау за легендою про Дон Жуана, яка виникла в Іспанії в епоху Відродження. Штраус передрукував три уривки з п'єси у своїй партитурі. У викладі Ленау безмірна розпуста дона Жуана є наслідком його намірів знайти ідеальну жінку. Зневірившись коли-небудь знайти її, він зрештою впадає в меланхолію і бажає власної смерті. Карл Дальхаус назвав симфонічну поему «музичним символом модернізму епохи fin de siècle», особливо через «пориваючий настрій» її початкових тактів.
Прем'єра «Дон Жуана» відбулася 11 листопада 1889 року у Веймарі, де двадцятип'ятирічний Штраус служив придворним капельмейстером; автор диригував оркестром Веймарської опери. Штраус написав цю поему коли йому було лише двадцять чотири роки, проте вона принесла йому міжнародний успіх і створила репутацію важливого представника модернізму. Протягом своєї довгої кар'єри Штраус часто диригував цим твором на концертах; він став одним із перших творів, які Штраус записав у 1917 році. Востаннє композитор виконував цей твір у 1947 році з симфонічним оркестром ВВС під час свого останнього закордонного туру.
Хоча «Дон Жуан» був беззаперечним тріумфом Штрауса, твір не оминула критика. Козіма Вагнер, яка зазвичай була прихильницею Штрауса та його музики, зневажала твір через його тематику, яка не відповідала метафізичним ідеалам Вагнер.
Симфонічна поема написана в мі мажорі. ЇЇ виконання триває близько вісімнадцяти хвилин. Уривки з «Дон Жуана» часто використовуються під час професійних оркестрових прослуховувань через численні технічні та музичні вимоги до кожного інструменту.

## Склад оркестру
«Дон Жуан» написаний для виконання великим симфонічним оркестром:
| Дерев'яні духові 3 флейти (3-тя дублює піколо) 2 гобої 1 англійський ріжок 2 кларнети в ля 2 фаготи 1 контрафагот Мідні духові 4 валторни в мі 3 труби в мі 3 тромбони 1 туба | Ударні литаври трикутник тарілки дзвіночки Струнні арфа перші і другі скрипки альти віолончелі контрабаси |  |

Оркестрова партитура і партитура для фортепіано в чотири руки були опубліковані в Лейпцигу в 1890 році.

## Теми, форма, аналіз
Структура «Дон Жуана» повторює драматичну структуру п'єси «Don Juans Ende» Ніколауса Ленау. Музика розгортається природно із розгортанням сюжету. Штраус досягає цього шляхом злиття принципів форми рондо та сонати. Музикознавці Брайан Гілліам і Чарльз Юманс описали твір як такий, що містить «сліпучу оркестровку, гостро викарбувані теми, оповідальну структуру та напружений темп» і характеризується «кричущо мальовничою, жартівливою та абсолютно нешанобливою» музикою.
Твір починається з енергійної та жвавої теми з яскравими вставками духової секції. Невдовзі ця тема змінюється на соло скрипки, яка грає романс. Потім гобой грає заспокійливу мелодію, яка символізує любовний зв'язок між Дон Жуаном і його коханою. Цей момент переривається дисонуючими валторнами, які суперечать героїчній і самовпевненій темі. Потім Штраус переплітає теми разом, повторюючи та змішуючи оркестрування. Згодом твір різко переходить у тиху меланхолію, якою Штраус ілюструє майбутню трагедію Дон Жуана. Твір закінчується сумно, а не велично, як і розповідь Ленау про Дон Жуана. Головний герой, втомившись, добровільно здається на дуелі, і його життя мечем забирає батько його коханої, що мстився за честь своєї дочки. Штраус зображує цю картину приглушеними тонами, як передсмертний подих.